# ATS-4
O ATS-4 (da série Applications Technology Satellite) foi um satélite de comunicação lançado pela NASA em 10 de Agosto de 1968 a partir da Estação da Força Aérea de Cabo Canaveral por intermédio de um foguete Atlas-Agena D.

## Objetivos
Esse satélite foi projetado e lançado com os seguintes objetivos:
- testar novos conceitos no desenho de espaçonaves, propulsão e estabilização
- capturar imagens de alta qualidade da cobertura de nuvens
- fornecer dados medições coletadas no ambiente aeroespacial
- testar sistemas de comunicação melhorados

## Características
Esse satélite tinha o formato cilíndrico, com 142 cm de diâmetro e 183 cm de altura (cerca de 360 cm de altura se considerar a cobertura do motor) com a superfície recoberta por painéis solares, e estabilizado por gradiente de gravidade.

### Instrumentos
Um total de quatro experimentos foram conduzidos durante a missão:
- Microwave Transponder
- Gravity Gradient Stabilization
- Image Orthicon (Day/Night) Camera
- Ion Thruster

## Missão
O veículo de lançamento do ATS-4 falhou na ignição, resultando numa órbita elíptica baixa não planejada. Os estresses decorrentes dessa órbita precipitaram a queda da espaçonave, e apesar disso, conseguiram-se bons resultados em alguns dos experimentos, Já o objetivo primário de inserir uma espaçonave estabilizada por gradiente gravitacional em órbita, não foi atingido.
O satélite reentrou na atmosfera em 17 de Outubro de 1968.[carece de fontes?]